# Brusy-Jaglie
Brusy-Jaglie (kaszub. Brusë-Jagle) – wieś kaszubska w Polsce położona w województwie pomorskim, w powiecie chojnickim, w gminie Brusy przy drodze wojewódzkiej nr 236.
W latach 1975–1998 miejscowość administracyjnie należała do województwa bydgoskiego.
W latach 1934–2013 w Brusach-Jagliach żył i tworzył artysta ludowy Józef Chełmowski. Przez lata działalności artystycznej stworzył w swoim domostwie wyjątkowe muzeum prywatne, izbę regionalną, skansen. Co roku odwiedzają to miejsce turyści z różnych stron Polski i świata.
W sąsiedztwie skansenu w roku 2005 powstała Chata Kaszubska, budynek projektu Jana Sabiniarza. Obiekt spełnia funkcję muzeum regionalnego oraz centrum szkoleniowego.